# کارمینت
کارمینت (به انگلیسی: CARMINAT)
رده درمانی: داروهای گیاهی
اشکال دارویی: قطره

## موارد مصرف
این فرآورده جهت برطرف نمودن سوء هاضمه، نفخ و درد ناشی از آن مصرف می‌گردد.

## مکانیسم اثر
قطره کارمینت از عصاره هیدروالکلی گیاهان زیر تشکیل شده‌است: برگ نعناع ۵۰٪ Mentha piperita، برگ بادرنجبویه ۲۵٪ Melissa officinalis، دانه گشنیز ۲۵٪ Coriandrum sativum
روغن‌های فرار موجود در کارمینت مانند لیناکول، منتول و سیترال با داشتن اثرات آنتی اسپاسمودیک و کاهش تونوس اسفنکتر تحتانی مری موجب تسهیل خروج گازها از معده می‌گردند. بعلاوه منتول موجود در نعناع احتمالاً از طریق اثر آنتاگونیستی کلسیم موجب شل شدن عضلات صاف جداره کولون می‌شود.

## عوارض جانبی
به دلیل وجود اسانس نعناع در این فرآورده احتمال بروز واکنشهای آلرژیک در افراد حساس وجود دارد.